# Robbie McEwen

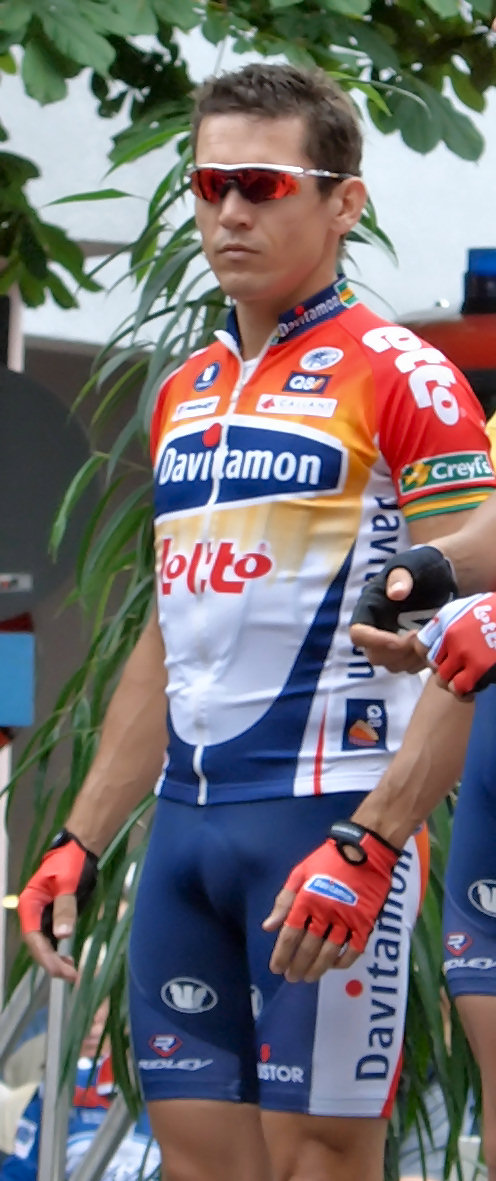
Robbie McEwen

Robbie McEwen (Brisbane, 24 de juny de 1972) és un exciclista australià que fou professional entre 1996 i maig del 2012.
Excel·lent esprintador, ha aconseguit més de 100 victòries com a ciclista professional, destacant 12 etapes del Tour de França i 12 més al Giro d'Itàlia. Al Tour de França ha guanyat en tres edicions el mallot verd de la Classificació per punts. Altes victòries destacades són dos campionats nacionals en ruta i la Vattenfall Cyclassics de 2008.

## Palmarès
- 1995
  - 1r al Tour de Wellington
  - Vencedor d'una etapa del Tasmania Summer Tour
- 1996
  - 1r a la LuK Cup
  - Vencedor d'una etapa de la Volta a Múrcia
  - Vencedor d'una etapa de la Volta a Renània-Palatinat
  - Vencedor d'una etapa del Regio-Tour
  - Vencedor d'una etapa del Tour de l'Avenir
  - Vencedor d'una etapa del Herald Sun Tour
  - Vencedor d'una etapa de la Viena-Rabenstein-Gresten-Viena
- 1997
  - Vencedor de 2 etapes de la Volta als Països Baixos
  - Vencedor d'una etapa dels Quatre dies de Dunkerque
  - Vencedor d'una etapa de la Volta a Luxemburg
- 1998
  - Vencedor d'una etapa de la Volta a Andalusia
  - Vencedor de 2 etapes de la Volta als Països Baixos
- 1999
  - Vencedor d'una etapa del Tour de França
  - Vencedor d'una etapa de la Volta als Països Baixos
  - Vencedor d'una etapa de la Volta a Luxemburg
  - Vencedor d'una etapa de la Ruta del Sud
  - Vencedor de 2 etapes del Herald Sun Tour
- 2000
  - 1r al Trofeu Cala Millor
  - Vencedor d'una etapa del Tour Down Under
- 2001
  - 1r al Trofeu Palmanova
  - 1r al Circuit de Brabant Wallon
  - Vencedor de 2 etapes de la Uniqa Classic
  - Vencedor de 2 etapes del Herald Sun Tour
  - Vencedor d'una etapa Tour del Mediterrani
  - Vencedor d'una etapa del Tour de la Regió Valona
  - Vencedor d'una etapa de la Volta als Països Baixos
- 2002
  -  Campió d'Austràlia en ruta
  - 1r a l'Étoile de Bessèges i vencedor d'una etapa
  - 1r al Grote Scheldeprijs
  - 1r a la Delta Profronde
  - 1r a la París-Brussel·les
  - 1r al Circuit Franco-Belga i vencedor de 2 etapes
  - Vencedor de 4 etapes del Tour Down Under
  - Vencedor de 2 etapes de la París-Niça
  - Vencedor de 2 etapes del Giro d'Itàlia
  - Vencedor de 2 etapes del Tour de França i  1r de la classificació per punts
  - Medalla de plata al Campionat del món de ciclisme
- 2003
  - 1r a l'A través de Flandes
  - Vencedor d'una etapa del Tour Down Under
  - Vencedor d'una etapa de l'Étoile de Bessèges
  - Vencedor de 2 etapes del Giro d'Itàlia
  - Vencedor d'una etapa de la Volta a Suïssa
  - Vencedor d'una etapa del Circuit Franco-Belga
- 2004
  - 1r al Memorial Samyn
  - Vencedor de 2 etapes del Tour Down Under
  - Vencedor de 2 etapes de la Volta a Suïssa
  - Vencedor de 2 etapes del Tour de França i  1r de la classificació per punts
  - Vencedor d'una etapa del Giro d'Itàlia
- 2005
  -  Campió d'Austràlia en ruta
  - 1r a la París-Brussel·les
  - 1r al Gran Premi de Fourmies
  - 1r al Stadsprijs Geraardsbergen
  - Vencedor de 3 etapes del Tour Down Under
  - Vencedor de 3 etapes del Giro d'Itàlia
  - Vencedor de 3 etapes del Tour de França
  - Vencedor d'una etapa de la Volta a Suïssa
  - Vencedor d'una etapa del Tour de Qatar
  - Vencedor d'una etapa de la Volta a la Baixa Saxònia
- 2006
  - 1r a la París-Brussel·les
  - 1r al Down Under Classic
  - 1r al Gran Premi Internacional Costa Azul i vencedor d'una etapa
  - Vencedor de 3 etapes del Giro d'Itàlia
  - Vencedor de 3 etapes del Tour de França i  1r de la classificació per punts
  - Vencedor d'una etapa del Tour Down Under
  - Vencedor d'una etapa del Tour de Romandia
  - Vencedor d'una etapa del Tres dies de Flandes Occidental
  - Vencedor d'una etapa del Herald Sun Tour
- 2007
  - 1r a la París-Brussel·les
  - Vencedor d'una etapa del Tour Down Under
  - Vencedor d'una etapa de la Tirreno-Adriatico
  - Vencedor d'una etapa del Tour de Romandia
  - Vencedor d'una etapa del Giro d'Itàlia
  - Vencedor d'una etapa de la Volta a Suïssa
  - Vencedor d'una etapa Tour de França
  - Vencedor d'una etapa de l'Eneco Tour
- 2008
  - 1r a la París-Brussel·les
  - 1r a la Vattenfall Cyclassics
  - Vencedor d'una etapa del Tour de Romandia
  - Vencedor de 2 etapes de la Volta a Suïssa
- 2009
  - 1r al Down Under Classic
  - 1r al Trofeu Cala Millor
  - Vencedor d'una etapa del Tour de Picardia
- 2010
  - 1r al Trofeu Palma de Mallorca
  - Vencedor d'una etapa de l'Eneco Tour
- 2011
  - 1r al Tour de Valònia Picardia i vencedor de 2 etapes
  - Vencedor d'una etapa del Tour de Valònia

### Resultats al Tour de França
- 1997. 117è de la classificació general
- 1998. 89è de la classificació general
- 1999. 122è de la classificació general. Vencedor d'una etapa
- 2000. 113è de la classificació general
- 2002. 130è de la classificació general. Vencedor de 2 etapes.  1r de la classificació per punts
- 2003. 143è de la classificació general
- 2004. 122è de la classificació general. Vencedor de 2 etapes.  1r de la classificació per punts. Porta el mallot groc durant 1 etapa
- 2005. 134è de la classificació general. Vencedor de 3 etapes
- 2006. 116è de la classificació general. Vencedor de 3 etapes.  1r de la classificació per punts
- 2007. Abandona (8a etapa). Vencedor d'una etapa
- 2008. 122è de la classificació general
- 2010. 165è de la classificació general

### Resultats al Giro d'Itàlia
- 2002. Abandona (11a etapa). Vencedor de 2 etapes
- 2003. Abandona (14a etapa). Vencedor de 2 etapes
- 2004. Abandona (16a etapa). Vencedor d'una etapa
- 2005. Abandona (13a etapa). Vencedor de 3 etapes
- 2006. Abandona (13a etapa). Vencedor de 3 etapes
- 2007. Abandona (12a etapa). Vencedor d'una etapa
- 2008. Abandona (14a etapa)
- 2010. Abandona (15a etapa)
- 2011. Fora de control (9a etapa)

### Resultats a la Volta a Espanya
- 1998. Abandona (4a etapa)
- 1999. Abandona (10a etapa)
- 2001. 139è de la classificació general
- 2006. Fora de control (5a etapa)